# Stylomolpa montana
Stylomolpa montana är en insektsart som beskrevs av Ito, G. och Kamal I. Mohamed 2004. Stylomolpa montana ingår i släktet Stylomolpa och familjen vårtbitare. Inga underarter finns listade i Catalogue of Life.